# غلين جونسون (لاعب كرة قدم)
غلين جونسون (بالإنجليزية: Glenn Johnson)‏ (7 مارس 1952 في المملكة المتحدة - ) هو لاعب كرة قدم بريطاني في مركز حراسة المرمى. لعب مع نادي أرسنال ونادي دونكاستر روفرز ونادي والسول ونادي ألدرشوت.